# Memorialul Hasan Sert 2011
Memorialul Hasan Sert 2011 a fost o competiție de ciclism de o zi organizată de Federația Română de Ciclism și Triatlon pe data de 3 aprilie, pentru omagierea lui Hasan Sert. Acesta este recunoscut ca un susținător al ciclismului românesc. Cetățean turc, stabilit în România de mult timp și sponsor al Turului României și al Federației de Ciclism, acesta a fost accidentat fatal de o mașină în timpul unui antrenament pe bicicletă în toamna anului 2010.
Locația de desfășurare a fost Complexul Dragonul Roșu din Fundeni, Ilfov. Cursa a cuprins pe lângă întrecerea seniorilor și întreceri ale amatorilor, începătorilor sau ale juniorilor. Cursa seniorilor a fost câștigată de ciclistul în vârstă de 20 de ani Eduard-Michael Grosu de la clubul Torpedo Zărnești.

## Clasament
|    | Ciclist                | Echipa            | Timpul   |
| -- | ---------------------- | ----------------- | -------- |
| 1  | Eduard Grosu (ROM)     | Torpedo Zărnești  | 00:51:31 |
| 2  | Zoltan Sipos (ROM)     | Mazicon București |          |
| 3  | Răzvan Jugănaru (ROM)  | Dinamo București  |          |
| 4  | Alexandru Ciocan (ROM) | Dinamo București  |          |
| 5  | Ștefan Morcov (ROM)    | Mazicon București |          |
| 6  | Marian Frunzeanu (ROM) | Dinamo București  |          |
| 7  | Bogdan Coman (ROM)     | Mazicon București |          |
| 8  | Mihai Vlad (ROM)       | Olimpic Team      |          |
| 9  | Nicolae Tintea (ROM)   | Petrolul Ploiești | 00:51:34 |
| 10 | Mihail Rusu (ROM)      | Dinamo București  |          |